# Parabomis anabensis
Parabomis anabensis là một loài nhện trong họ Thomisidae.
Loài này thuộc chi Parabomis. Parabomis anabensis được George Newbold Lawrence miêu tả năm 1928.